# Leptostylus plumeoventris
Leptostylus plumeoventris là một loài bọ cánh cứng trong họ Cerambycidae.